# Matt Lam
Matt Lam (ur. 10 września 1989 w Edmonton) – kanadyjski piłkarz występujący na pozycji pomocnika.

## Kariera piłkarska
Od 2009 roku występował w Croatia Sesvete, JEF United Chiba, Edmonton i Kitchee.